# 주부산 카자흐스탄 총영사관
주부산 카자흐스탄 총영사관(카자흐어: Қазақстан Республикасының Пусан қаласындағы Бас консулдығы (Корея Республикасы), 러시아어: Генеральное консульство Республики Казахстан в г.Пусан (Республика Корея))은 카자흐스탄이 대한민국 부산광역시에 설치한 총영사관이다. 2022년 5월 12일에 개설되었으며 부산광역시 동구 흥국생명 부산금융플라자 2층에 사무실 형태로 마련되어 있다. 부산광역시, 대구광역시, 울산광역시, 광주광역시, 경상남도, 경상북도, 전라남도, 제주특별자치도를 영사 관할 구역으로 한다.

## 역사
2021년 8월 20일에 카심조마르트 토카예프 카자흐스탄 대통령이 대한민국 부산 주재 카자흐스탄 총영사관 개설에 대한 대통령령에 서명했다. 2022년 5월 12일에는 주부산 카자흐스탄 총영사관이 정식 개관했다.

## 역대 총영사
1. 아얀 카샤바예프(카자흐어: Аян Қашабаев, 2022년 ~ 현재)

## 같이 보기

### 일반 주제
- 주한 카자흐스탄 대사관
- 대한민국-카자흐스탄 관계
- 주카자흐스탄 대한민국 대사관
- 주알마티 대한민국 총영사관
- 카자흐스탄의 재외공관 목록

### 부산에 설치된 다른 영사관
- 주부산 중국 총영사관
- 주부산 일본 총영사관
- 주부산 러시아 총영사관
- 주부산 베트남 총영사관
- 주부산 미국 영사관
- 주부산 몽골 영사관
- 주한 타이베이 대표부 부산 사무처